# Trieb (Pöhl)
Trieb ist ein Ortsteil der Gemeinde Pöhl im Vogtlandkreis (Freistaat Sachsen). Er wurde am 1. Januar 1974 nach Jocketa eingemeindet, welches sich wiederum am 1. Januar 1994 mit den Gemeinden Ruppertsgrün, Helmsgrün, Möschwitz und Herlasgrün zur neuen Gemeinde Pöhl zusammenschloss.

## Geografie

### Lage
Trieb befindet sich am Westufer der Weißen Elster. Im Norden grenzt der Ort an das thüringische Vogtland. Trieb liegt im Zentrum des Naturraumes Vogtland (Vogtländische Schweiz) im sächsischen Teil des historischen Vogtlands. In der südlichen Ortsflur liegt ein Teil der Siedlung Barthmühle. In der östlichen Ortsflur befinden sich am Ufer der Weißen Elster einige Häuser der Siedlung Rentzschmühle mit dem Bahnhof.

### Nachbarorte
|            | Cossengrün                                  | Rentzschmühle |
| Steinsdorf | Kompassrose, die auf Nachbargemeinden zeigt | Liebau        |
| Jößnitz    | Barthmühle                                  | Jocketa       |

## Geschichte
Das Waldhufendorf Trieb wurde im Jahr 1441 erstmals urkundlich als „Trebe“ erwähnt. Trieb war ursprünglich nach Steinsdorf gepfarrt, seit den 1930er Jahren ist der Ort nach Jößnitz gepfarrt. Bezüglich der Grundherrschaft war Trieb im 16. Jahrhundert zwischen dem Rittergütern Kleingera und Liebau geteilt. Im 19. Jahrhundert war der Ort ganz zur Grundherrschaft Liebau gehörig.
Trieb lag bis 1856 im kursächsischen bzw. königlich-sächsischen Amt Plauen. 1856 wurde der Ort dem Gerichtsamt Elsterberg und 1875 der Amtshauptmannschaft Plauen angegliedert. Die Siedlungen Rentzschmühle und Barthmühle, die teilweise in der Flur von Trieb liegen, erhielten 1875 bzw. 1879 einen Bahnhof an der Bahnstrecke Gera Süd–Weischlitz (Elstertalbahn).
Durch die zweite Kreisreform in der DDR kam die Gemeinde Trieb im Jahr 1952 zum Kreis Plauen-Land im Bezirk Chemnitz (1953 in Bezirk Karl-Marx-Stadt umbenannt), der ab 1990 als sächsischer „Landkreis Plauen“ fortgeführt wurde und 1996 im Vogtlandkreis aufging. Trieb wurde am 1. Januar 1974 nach Jocketa eingemeindet. Die Gemeinde Jocketa mit ihren Ortsteilen Barthmühle, Trieb und Neudörfel schloss sich im Zuge der Gemeindereform im Freistaat Sachsen am 1. Januar 1994 mit den Gemeinden Helmsgrün, Herlasgrün, Ruppertsgrün und Möschwitz zur neuen Gemeinde Pöhl zusammen.

## Infrastruktur
In der Nähe von Trieb befinden sich zwei Bahnhöfe an der Weischlitz–Plauen–Greiz–Gera (Elstertalbahn). Während der Bahnhof der Siedlung Rentzschmühle in der Flur von Trieb liegt, befindet sich der Bahnhof von Barthmühle am anderen Ufer der Weißen Elster in der Flur von Jocketa.

## Persönlichkeiten
- Prof. Dr. Emil Gerbeth (geb. 1867 in Trieb), Mundartforscher der vogtländischen Mundart. Aus seinem 1896 erschienenen Werk „Die Mundart des Vogtlandes“ ging die 1908 gedruckte und bis heute gültige Grammatik der Mundart des Vogtlandes hervor.